# Baeckea imbricata
Baeckea imbricata, conocido comúnmente como el mirto brezo, es un arbusto, que normalmente forma parte de un brezal, encontrado en las zonas costeras y los rangos cercanos en Nueva Gales del Sur y Queensland, en Australia. Crece hasta 1 metro de altura y tiene pequeñas hojas ovaladas que son de 3-6 mm de largo y de 2,5 a 5 mm de ancho. Florecen en él flores blancas entre la primavera y finales de verano.
La especie fue descrita formalmente por el botánico alemán Joseph Gaertner en 1788, basado en un espécimen en el herbario de Joseph Banks. Gaertner dio a la nueva especie el nombre de Jungia imbricata. En 1917, la especie fue transferida al género baeckea por el botánico británico George Claridge Druce.